# Framboesa de Ouro de 2020
O Framboesa de Ouro de 2020 (no original: 40th Golden Raspberry Awards) foi uma cerimônia de premiação que homenageou o que de pior a indústria cinematográfica tinha a oferecer em 2019. Os prêmios são baseados em votos de membros da Golden Raspberry Foundation. Os indicados foram anunciados em 8 de fevereiro de 2020, um dia antes do Oscar 2020. A cerimônia, cuja data foi posteriormente anunciada como 14 de março de 2020, foi finalmente cancelada em meio às preocupações sobre a pandemia de COVID-19.Os organizadores anunciaram os vencedores da cerimônia online em 16 de março de 2020.Nenhum nomeado foi anunciado para o "Pior Prêmio da Década", apesar de ser a tradição para a cerimônia final da década.
Tom Hooper, diretor de Cats, que venceu o prêmio de Pior Diretor, ironicamente já venceu o Oscar de melhor diretor em 2011 por The King's Speech (2010).

## Vencedores e indicados
Os indicados foram anunciados em 8 de fevereiro de 2020.

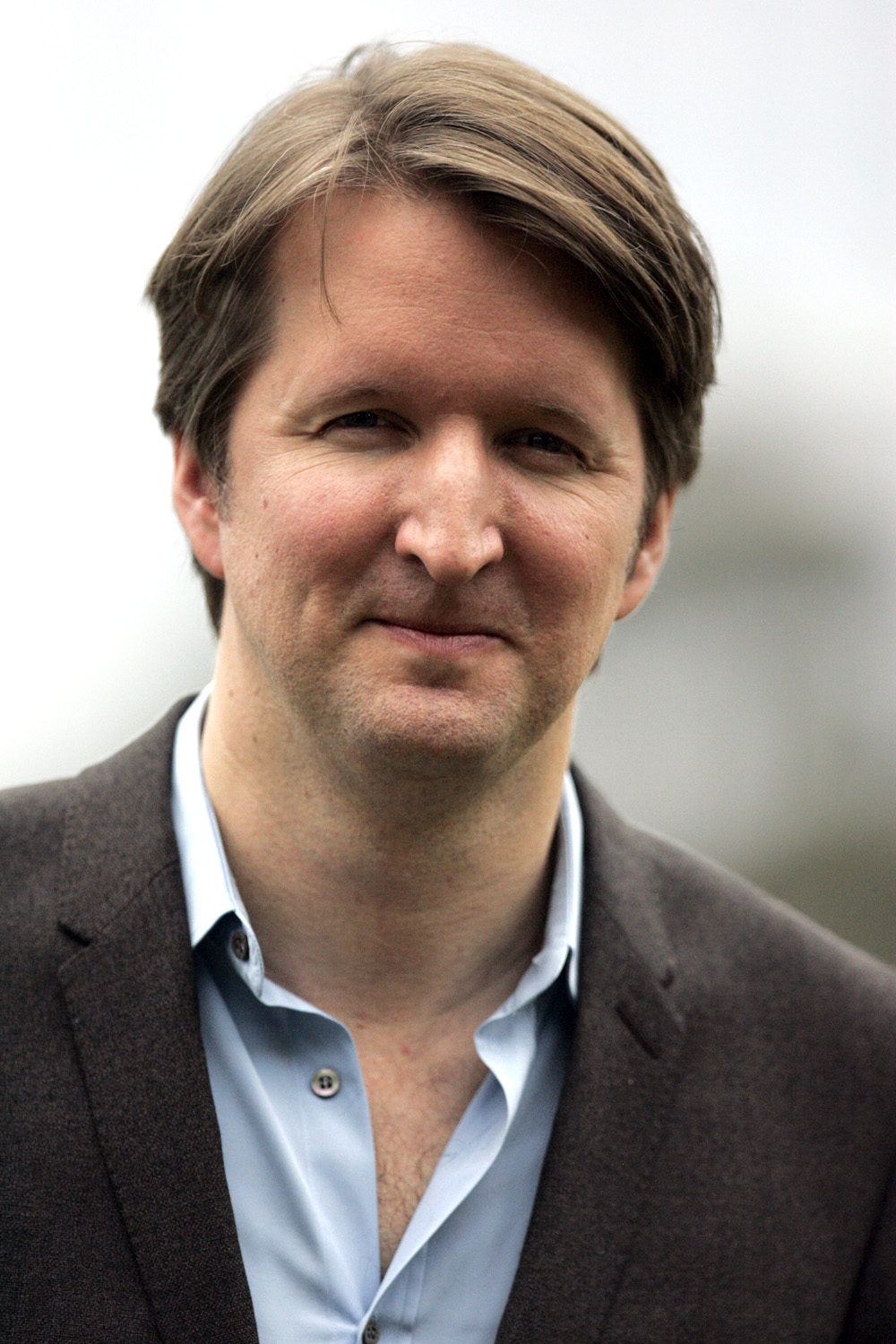
Tom Hooper, co-vencedor de Pior Filme, vencedor de Pior Diretor e co-vencedor de Pior Roteiro.

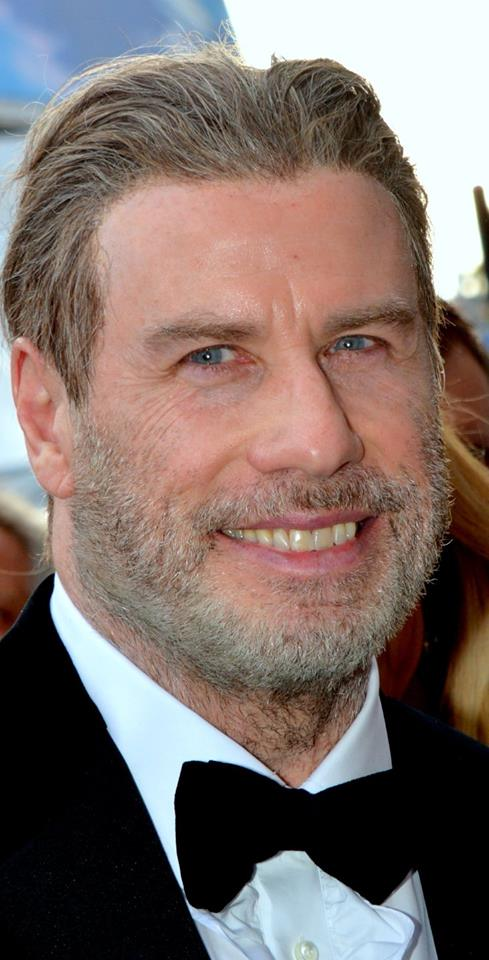
John Travolta, vencedor de Pior Ator.

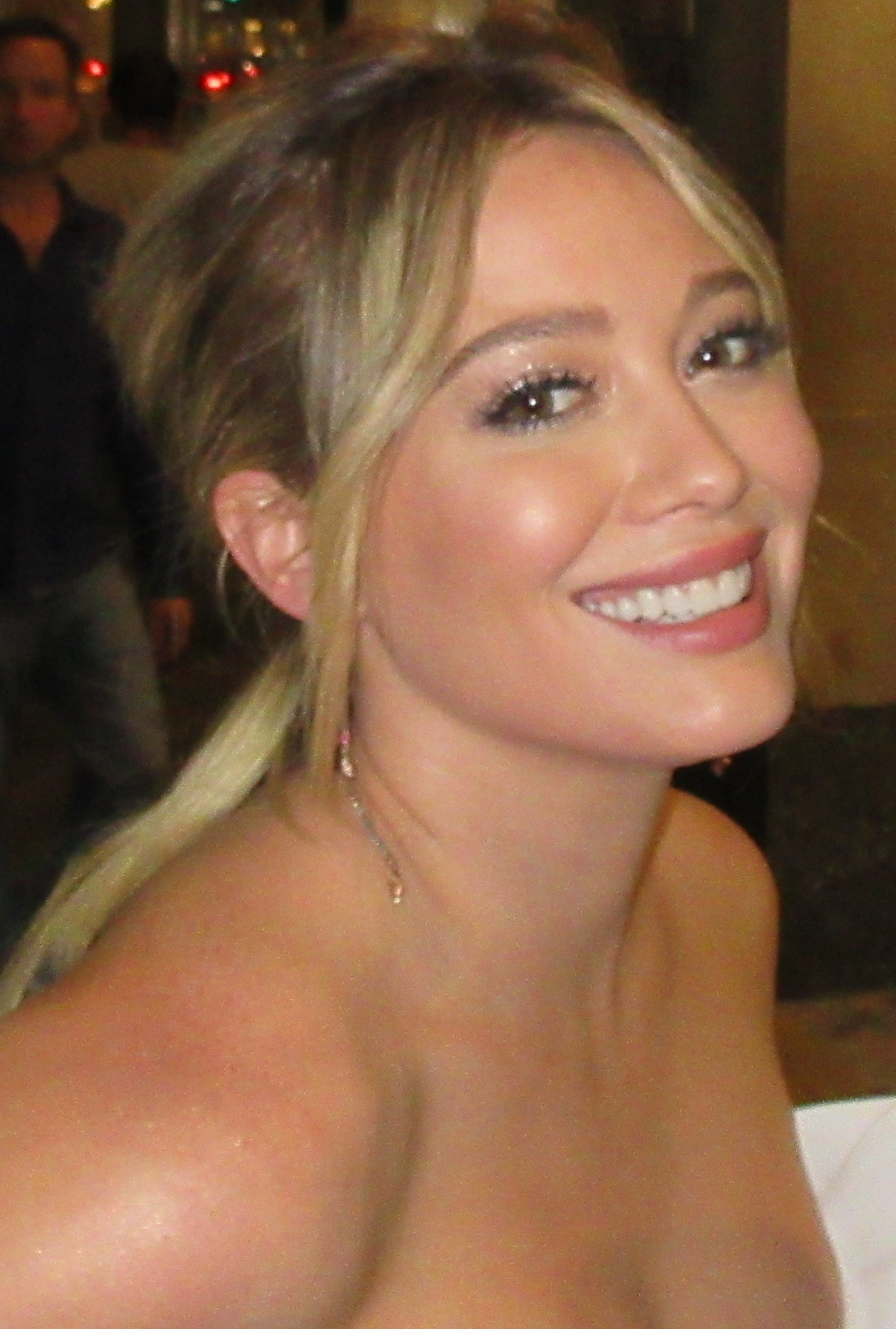
Hilary Duff, vencedora de Pior Atriz

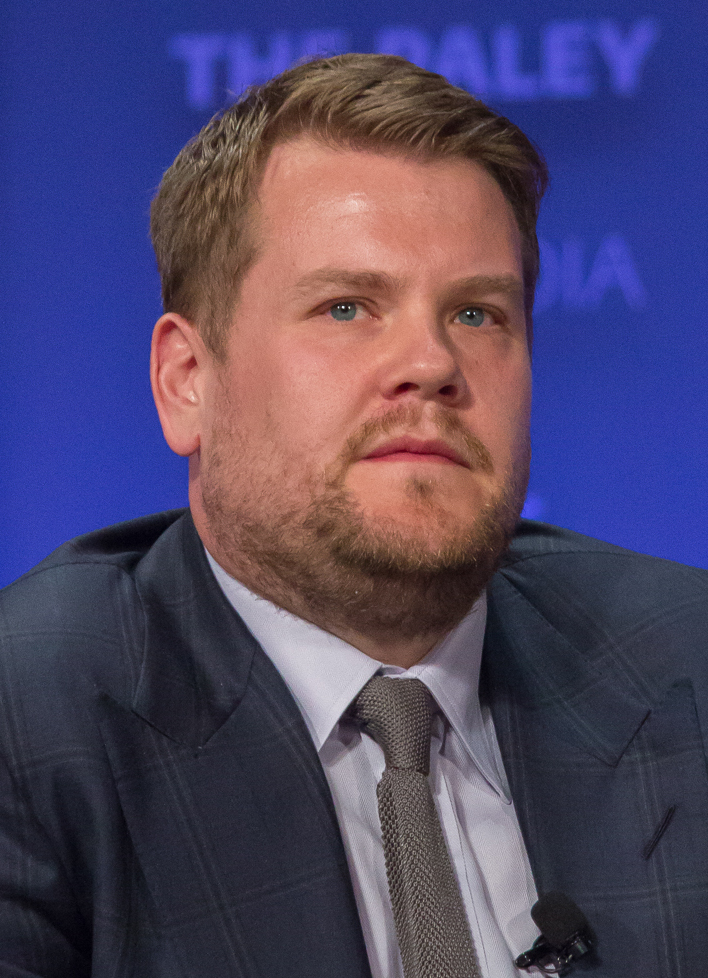
James Corden, vencedor de Pior Ator Coadjuvante.

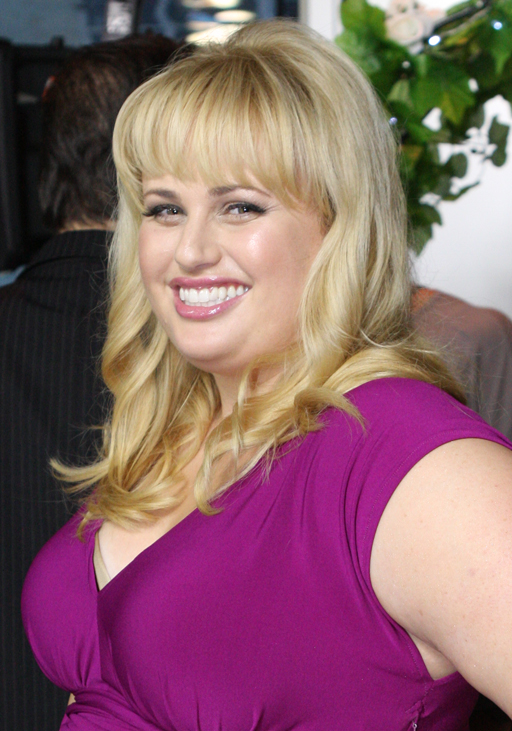
Rebel Wilson, vencedora de Pior Atriz Coadjuvante

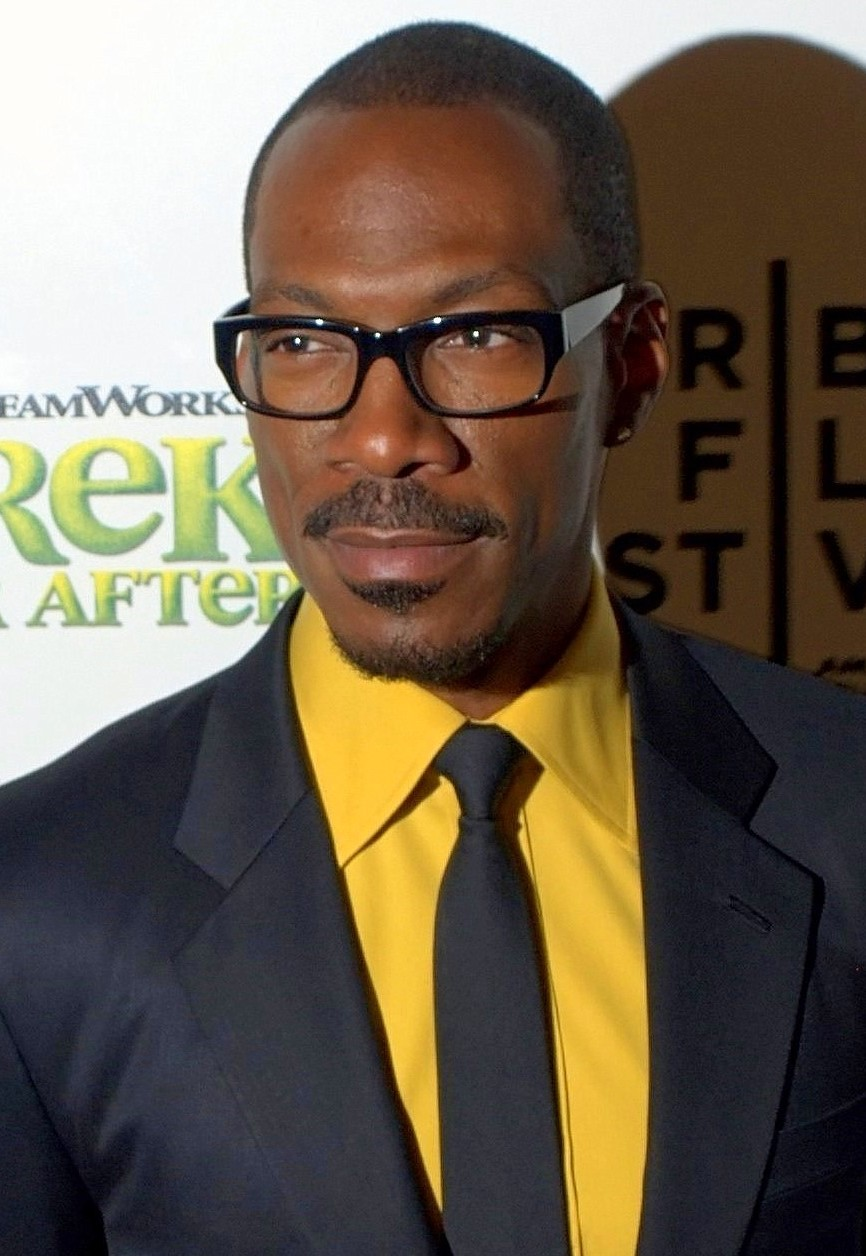
Eddie Murphy, vencedor do Prêmio da Redenção.

| Pior Filme - Cats (Universal) – Debra Hayward, Tim Bevan, Eric Fellner, e Tom Hooper - The Fanatic (Quiver) – Daniel Grodnik, Oscar Generale, e Bill Kenwright - The Haunting of Sharon Tate (Saban) – Lucas Jarach, Daniel Farrands, e Eric Brenner - A Madea Family Funeral (Lionsgate) – Ozzie Areu, Will Areu, e Mark E. Swinton - Rambo: Last Blood (Lionsgate) – Avi Lerner, Kevin King Templeton, Yariv Lerner, e Les Weldon                        | Pior Diretor - Tom Hooper – Cats - Fred Durst – The Fanatic - James Franco – Zeroville - Adrian Grünberg – Rambo: Last Blood - Neil Marshall – Zeroville |
| Pior Ator - John Travolta – The Fanatic e Trading Paint como Moose e Sam Munroe - James Franco – Zeroville como Vikar - David Harbour – Hellboy como Hellboy / Anung Un Rama - Matthew McConaughey – Serenity como Baker Dill - Sylvester Stallone – Rambo: Last Blood como John J. Rambo | Pior Atriz - Hilary Duff – The Haunting of Sharon Tate como Sharon Tate - Anne Hathaway – The Hustle e Serenity como Josephine Chesterfield e Karen Zariakas - Francesca Hayward – Cats e Victoria - Tyler Perry – A Madea Family Funeral como Mabel "Madea" Simmons - Rebel Wilson – The Hustle como Penny Rust |
| Pior Ator Coadjuvante - James Corden – Cats as Bustopher Jones - Tyler Perry – A Madea Family Funeral como Joe - Tyler Perry – A Madea Family Funeral como Uncle Heathrow - Seth Rogen – Zeroville como Viking Man - Bruce Willis – Glass como David Dunn | Pior Atriz Coadjvante - Rebel Wilson – Cats como Jennyanydots - Jessica Chastain – Dark Phoenix como Vuk - Cassi Davis – A Madea Family Funeral como Aunt Bam - Judi Dench – Cats como Old Deuteronomy - Fenessa Pineda – Rambo: Last Blood como Gizelle                                                         |
| Pior Combo em Cena - Quaisquer bolas meio felinas/meio humanas – Cats - Jason Derulo e sua "protuberância" castrada por CGI – Cats - Tyler Perry & Tyler Perry (ou Tyler Perry) – A Madea Family Funeral - Sylvester Stallone e sua raiva impotente – Rambo: Last Blood - John Travolta e qualquer roteiro que ele aceite | Pior Remake ou Sequência - Rambo: Last Blood (Lionsgate) - Dark Phoenix (20th Century Fox) - Godzilla II: Rei dos Monstros (Warner Bros.) - Hellboy (Lionsgate) - A Madea Family Funeral (Lionsgate) |
| Pior Roteiro - Cats – Lee Hall e Tom Hooper; basedo no musical de Andrew Lloyd Webber, que foi baseado no livro Old Possum's Book of Practical Cats de T. S. Eliot - The Haunting of Sharon Tate – Daniel Farrands - Hellboy – Andrew Cosby; baseado no personagem da Dark Horse Comics de Mike Mignola - A Madea Family Funeral – Tyler Perry - Rambo: Last Blood – Matthew Cirulnick e Sylvester Stallone; basedo no personagem criado por David Morrell | Prêmio Framboesa da Redenção - Eddie Murphy – Dolemite Is My Name - Jennifer Lopez – Hustlers - Keanu Reeves – John Wick: Chapter 3 – Parabellum e Toy Story 4 - Adam Sandler – Uncut Gems - Will Smith – Aladdin                                                                                                |
| Pior desrespeito imprudente pela vida humana e propriedade pública - Rambo: Last Blood (Lionsgate) - Dragged Across Concrete (Summit) - The Haunting of Sharon Tate (Saban) - Hellboy (Lionsgate) - Joker (Warner Bros.) | |

## Filmes com mais indicações e prêmios
Os seis filmes com mais indicações:
| Nominations | Film                        |
| ----------- | --------------------------- |
| 9           | Cats                        |
| 8           | A Madea Family Funeral      |
| 8           | Rambo: Last Blood           |
| 5           | Hellboy                     |
| 4           | The Haunting of Sharon Tate |
| 3           | The Fanatic                 |
| 3           | Zeroville                   |
| 2           | Dark Phoenix                |
| 2           | The Hustle                  |
| 2           | Serenity                    |

s dois filmes com mais vitórias:
| Wins | Film              |
| ---- | ----------------- |
| 6    | Cats              |
| 2    | Rambo: Last Blood |

## Cerimônia planejada
Em junho de 2019, a Comedy Dynamics (empresa fundada por Brian Volk-Weiss ) anunciou que produziria a cerimônia de premiação. Além disso, seria transmitido ao vivo em uma "Comedy Dynamics Network", o que teria marcado a primeira vez que uma cerimônia do Framboesa de Ouro foi assistida pelo público através de uma transmissão ao vivo. 
A programação incomum do Oscar 2020 (geralmente realizada no final de fevereiro) em 9 de fevereiro afetou a edição de 2020 do Golden Raspberry Awards. Os organizadores anunciaram os indicados no dia 8 de fevereiro de 2020, um dia antes do evento da AMPAS . Os organizadores anunciaram mais tarde que a cerimônia Razzie do ano seria realizada em 14 de março;  teria sido a segunda cerimônia realizada após o Oscar, rejeitando a tradição de anunciar os vencedores na véspera da cerimônia do Oscar.
Apesar da pandemia de COVID-19, a cerimônia ocorreria conforme o planejado.  Os organizadores anunciaram posteriormente que a cerimônia foi cancelada, citando a proibição de reuniões em massa que foram decretadas pelas autoridades locais após o surto.  Os organizadores finalmente anunciaram os vencedores online em 16 de março de 2020, por meio de seu site e canal no YouTube.